# Victoria Cup
Victoria Cup byl hokejový turnaj, kterého se účastnily nejlepší evropské hokejové týmy a týmy zastupující NHL. V roce 2008 byl odehrán zápas mezi vítězem Super six 2008 - Metalurgem Magnitogorsk a New York Rangers. V dalších letech bude Evropu zastupoval vítěz Hokejové ligy mistrů. Vítěz Victoria Cupu obdrží 1 000 000 švýcarských franků.
Vznik Victoria Cupu byl oznámen v roce 2007. Jeho první ročník se odehrál při příležitosti 100. výročí založení IIHF. Název vznikl z Victoria Skating Ringu v kanadském Montréalu, kde se 3. března 1875 odehrál první historicky doložený hokejový zápas na venkovním hřišti. Historicky prvním držitelem Victoria Cupu se 1. října 2008 stali hráči klubu New York Rangers.
Po prvních dvou ročnících bylo pořádání turnaje pozastaveno.

## Jednotlivé ročníky
| Rok          | Vítěz            | Výsledek | Poražený               |
| ------------ | ---------------- | -------- | ---------------------- |
| 2008 Detaily | New York Rangers | 4 - 3    | Metallurg Magnitogorsk |
| 2009 Detaily | ZSC Lions        | 2 - 1    | Chicago Blackhawks     |